# Pétrusse
Pétrusse (Francuski izgovor: petʁys; luks. Péitruss, njem. Petruss ) je rijeka koja teče kroz Luksemburg, utječući u Alzette kod grada Luxembourga. Protječe kroz grad Hollerich.

## Vanjske poveznice
|  | Zajednički poslužitelj ima još gradiva o temi Pétrusse |